# Liste der Maya-Ruinen

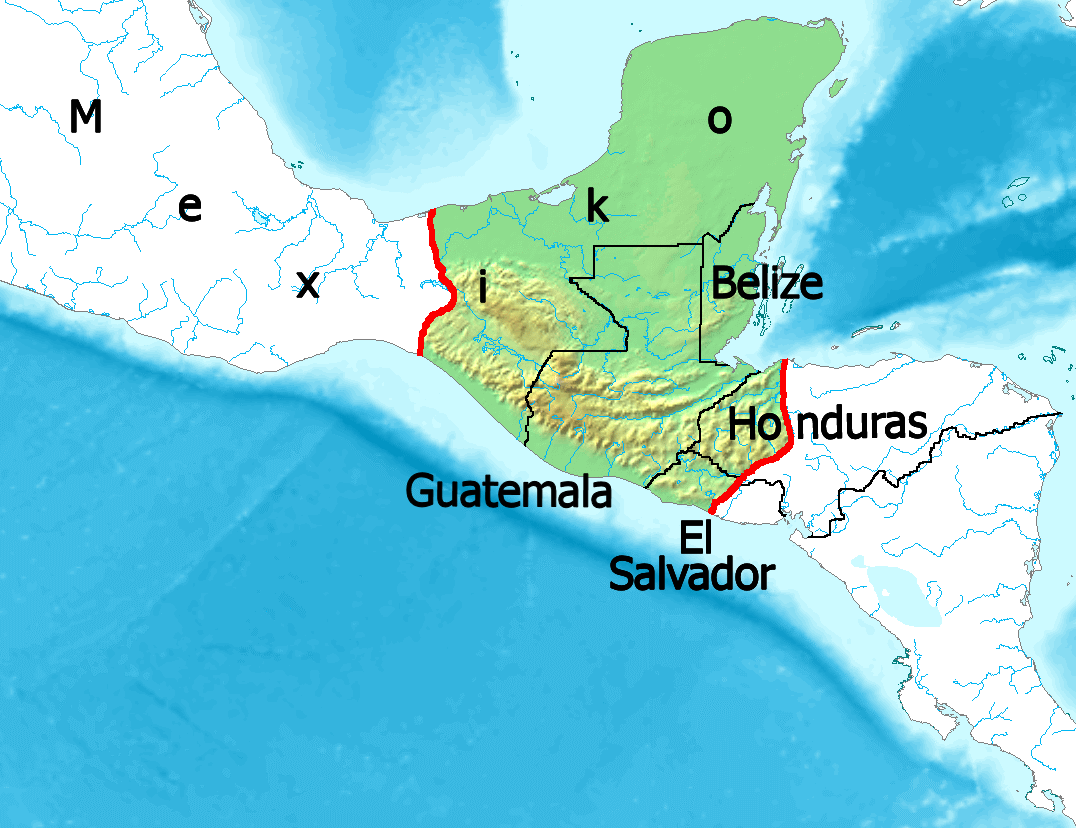
Ehemaliges Siedlungsgebiet der Maya

Die Liste der Maya-Ruinen gibt einen Überblick der bisher bekannten und archäologisch erfassten Ruinenstätten der Maya. Darin sind sowohl ehemals bewohnte Städte als auch rein religiöse Orte (Zeremonien- und Opferstätten) enthalten. Die angeführten Ruinen befinden sich auf dem heutigen Gebiet der Staaten:
- Mexiko (auf der Halbinsel Yucatán, in Chiapas und Tabasco)
- Belize
- Guatemala
- Honduras (im Westen)
- El Salvador (im Westen)

Besiedelt war die Region der Maya vermutlich bereits vor mehreren Jahrtausenden. Die frühesten nachgewiesenen Besiedlungen in Dörfern lassen sich auf etwa 2000 v. Chr. datieren.
Die Übersicht enthält vorzugsweise archäologische Stätten, an denen Ausgrabungen und meist auch Rekonstruktionsarbeiten stattgefunden haben. Nicht alle der genannten Ruinenstätten sind offiziell für Besucher geöffnet. Die Namen weiterer – bislang weitgehend unerforschter – Maya-Stätten finden sich in den Beiträgen zum Puuc-Stil, zum Chenes-Stil und zum Rio-Bec-Stil.

## Auflistung
Die Liste ist alphabetisch nach den Namen der Maya-Ruinen geordnet, kann aber auch nach Ländern und Regionen (in Mexiko: Bundesstaaten; in Guatemala: Departamentos) sortiert werden. Da weiterhin laufend archäologische Expeditionen und Ausgrabungen stattfinden, ist eine stetige Erweiterung der Liste zu erwarten.
| Land        | Name                 | Region                      | Erstbesiedlung                 | Kurzbeschreibung | Bild     |
| ----------- | -------------------- | --------------------------- | ------------------------------ | --- | -------- |
| Mexiko      | Acanmul              | Campeche                    |                                | Dreistöckiger Palast |          |
| Mexiko      | Acanceh              | Yucatan                     | 200–300 n. Chr.                | Große Tempelpyramide am Hauptplatz des Städtchens |          |
| Mexiko      | Aké                  | Yucatan                     | 350 n. Chr.                    | Gebäude mit monumentalen Säulen und megalithischer Treppe |          |
| Guatemala   | Aguateca             | El Petén                    | 250 n. Chr.                    | Neben-Residenz der Könige von Dos Pilas |          |
| Guatemala   | Altar de Sacrificios | El Petén                    | ca. 600 v. Chr.                | zahlreiche Stelen und Gebäude |          |
| Belize      | Altun Ha             | Belize District             | 200 v. Chr.                    | 13 Tempel (der höchste davon 16 Meter) und Wohngebäude |          |
| Belize      | Baking Pot           | Cayo District               | 700-400 v. u. Z.               | |          |
| Belize      | Blackman Eddy        | Cayo District               |                                | |          |
| Belize      | Buenavista del Cayo  | Cayo District               |                                | |          |
| Belize      | Pacbitun             | Cayo District               | 900 v. u. Z.                   | |          |
| Belize      | Pusilha              | Cayo District               | 570                            | |          |
| Belize      | Uxbenka              | Toledo District             | 250-500                        | |          |
| Belize      | Xnaheb               | Toledo District             |                                | |          |
| Belize      | KaʼKabish            | Orange Walk District        | 400 v. u. Z. – 200             | |          |
| Mexiko      | Balamkú              | Campeche                    |                                | 1990 wurde in der kleinen Anlage ein reichhaltig verzierter Stuckfries gefunden, der besichtigt werden kann                                                      |          |
| Mexiko      | Balancanché          | Yucatan                     | 600 v. Chr.                    | Höhle mit zahlreichen Opfergaben, z. B. Miniatur-Mahlsteinen |          |
| Mexiko      | Becán                | Campeche                    | 600 v. Chr.                    | Tempelpyramiden und Palastbauten |          |
| Belize      | Blue Creek           | Orange Walk District        |                                | wurde während der 800er Jahre verlassen |          |
| Mexiko      | Bonampak             | Chiapas                     | 600 n. Chr.                    | Mehrere Tempel, einer mit außergewöhnlichen Wandmalereien |          |
| Belize      | Cahal Pech           | Cayo District               | 1000 v. Chr.                   | 34 spirituelle- und Wohngebäude sowie zwei Ballspielplätze und ein Schwitzbad (temazcal)                                                                         |          |
| Mexiko      | Calakmul             | Campeche                    | 200 n. Chr.                    | Über 6000 Gebäude mit einer 45 Meter hohen Tempelpyramide | Campeche |
| Guatemala   | Cancuén              | Petén                       | 3. Jh.                         | zahlreiche Bauten, mehrere Stelen und Altäre, zwei Paläste und ein Ballspielplatz; Mitte des 10. Jh. verlassen                                                   |          |
| Belize      | Caracol              | Cayo District               | 1200 v. Chr.                   | Das höchste Gebäude ist eine 34 m hohe Pyramide; in der Blütezeit lebten hier geschätzte 120.000 – 180.000 Menschen                                              |          |
| El Salvador | Casa Blanca          | Santa Ana                   | 500 v. Chr.                    | Wurde erst um 1200 n. Chr. verlassen |          |
| El Salvador | Cerén                | San Salvador                | 400 n. Chr.                    | Wurde im Jahr 600 nach einem Vulkanausbruch unter 5 m Asche begraben und erlitt ein ähnliches Schicksal wie Pompeji                                              |          |
| Belize      | Cerro Maya           | Corozal District            | 330 v. Chr.                    | 3 große Akropolen umgeben von mehreren Plazas und Pyramiden; das höchste Gebäude ist 22 Meter hoch                                                               |          |
| Mexiko      | Chac II              | Yucatan                     |                                | Frühe Ruinenstätte |          |
| Mexiko      | Chacchoben           | Quintana Roo                |                                | Kleiner Fundort |          |
| Mexiko      | Chacmultún           | Yucatan                     |                                | Drei große Gebäudekomplexe mit Wandmalereien |          |
| Mexiko      | Chakalal             | Quintana Roo                |                                | Kleiner Fundort direkt an der Küste |          |
| Mexiko      | Chicanná             | Campeche                    | 300–1100                       | Estructura II mit großer Monstermaultür im Chenes-Stil (750–770)                                                                                                 |          |
| Mexiko      | Chichén Itzá         | Yucatan                     | 500 n. Chr.                    | Tempelstadt mit etwa 1 km Durchmesser – Hauptgebäude ist El Castillo                                                                                             |          |
| Mexiko      | Chinkultic           | Chiapas                     | 100 v. Chr.                    | Bislang 200 entdeckte Gebäude aus der Klassik |          |
| Mexiko      | Chunchucmil          | Yucatan                     |                                | Großflächige Siedlung mit vielen Sacbeob |          |
| Mexiko      | Chunhuhub            | Campeche                    |                                | Gebäude mit prachtvoller Fassade |          |
| Mexiko      | Chunlimón            | Campeche                    |                                | Fassadenreste mit Schlangenmauleingang und Masken-Kaskaden im Chenès-Stil                                                                                        |          |
| Mexiko      | Cilvituk             | Campeche                    | 10. Jh.                        | Postklassische Siedlung auf einer Insel des Laguna de Silvituc                                                                                                   |          |
| Guatemala   | Cival                | El Petén                    | 600 v. Chr.                    | 27 Meter hohe Stufenpyramide umgeben von Tempeln und Plazas |          |
| Mexiko      | Cobá                 | Quintana Roo                | 600 n. Chr.                    | Fünf Gebäudegruppen mit 47 m hoher Tempelpyramide |          |
| Mexiko      | Comalcalco           | Tabasco                     | 200 v. Chr.                    | Westlichste Tempelanlage der Mayakultur mit über 300 bisher identifizierten Strukturen (die meisten davon aus gebrannten Ziegelsteinen)                          |          |
| Honduras    | Copán                | Copán                       | 160 n. Chr.                    | Große Tempel, Pyramiden, Altäre, Ballspielplatz, Stelen, Reliefs und eine monumentale Hieroglyphentreppe                                                         |          |
| Belize      | Cuello               | Orange Walk District        | 2000 v. Chr.                   | Funde der ältesten den Maya zugeordneten Siedlungen |          |
| Mexiko      | Cuca                 | Yucatan                     |                                | Doppelter Mauerring |          |
| Mexiko      | Culubá               | Yucatan                     |                                | Bauten ähnlich Puuc-Stil weit im nördlichen Flachland |          |
| Guatemala   | Dos Pilas            | El Petén                    | 629 n. Chr.                    | Gegründet als Außenposten von Tikal – später Feind von Tikal |          |
| Mexiko      | Dsibiltún            | Campeche                    |                                | Fundort mit monolithischer Treppe, Palast und gut erhaltenem Tempel                                                                                              |          |
| Mexiko      | Dzibanche            | Quintana Roo                |                                | Hohe Pyramiden und Palastkomplexe |          |
| Mexiko      | Dzibilchaltún        | Yucatan                     | 900 v. Chr.                    | Überreste von rund 8000 Gebäuden – das bedeutendste ist der Tempel der sieben Puppen                                                                             |          |
| Mexiko      | Dzibilnocac          | Campeche                    |                                | Große Ruinenzone mit dreitürmigem Gebäude im Chenès-Stil |          |
| Mexiko      | Edzná                | Campeche                    |                                | Große Stadt, herausragend eine fünfstöckige Tempelpyramide mit einer Vielzahl von Räumen                                                                         |          |
| Mexiko      | Ek Balam             | Yucatan                     | zw. 100 und 300 n. Chr.        | Die Akropolis zählt zu den größten im Gebiet der Maya |          |
| Mexiko      | El Meco              | Quintana Roo                |                                | Kleiner Fundort mit Tempelpyramide |          |
| Guatemala   | El Mirador           | El Petén                    | 1000 v. Chr.                   | Größte Maya-Metropole der Präklassik mit zwei großen Tempelpyramiden (72 m und 55 m hoch)                                                                        |          |
| Belize      | El Pilar             | Cayo District               | 500 v. Chr.                    | Über zehn große Pyramiden, 25 Plazas und weitere Gebäude |          |
| Guatemala   | El Perú (oder Waka') | El Petén                    |                                | 4 Gebäudekomplexe mit Stelen und Gräbern |          |
| Honduras    | El Puente            | Copán                       | 6. Jh.                         | Zweitgrößte Maya-Stätte in Honduras mit 210 Strukturen |          |
| Mexiko      | El Rey               | Quintana Roo                |                                | Kleiner Fundort mit Resten von Wandmalereien |          |
| Guatemala   | El Tintal            | El Petén                    | 1. Jt. v. Chr. 830–950 n. Chr. | Zweimal besiedelter Ort mit 3 Pyramiden und über 2000 Gebäuden auf ca. 25 km² Fläche                                                                             |          |
| Guatemala   | El Zotz              | El Petén                    | 6. Jh.                         | Mehrere Tempelpyramiden und Paläste |          |
| Mexiko      | Hochob               | Campeche                    |                                | Kleiner Fundort mit Türmen und Schlangenmauleingängen |          |
| Guatemala   | Holmul               | El Petén                    | 600 n. Chr.                    | Relief im Fries, Pyramidenreste |          |
| Guatemala   | Holtún               | El Petén                    | 600 n. Chr.                    | Reste von kleineren Pyramiden |          |
| Mexiko      | Hormiguero           | Campeche                    |                                | Monumentales Schlangenmaulportal in Rio Bec-Gebäude |          |
| Mexiko      | Huntichmul           | Yucatán                     |                                | Großer Puuc-Ort mit Schlangenmaulportal im Rio-Bec-Stil |          |
| Mexiko      | Huntichmul II        | Campeche                    |                                | Eigenartiges Gebäude mit Ähnlichkeiten zum Rio-Bec-Stil |          |
| Mexiko      | Itzamkanac           | Tabasco                     |                                | Spätklassische Siedlung der Chontal-Maya, hier wurde Cuauhtémoc 1525 getötet                                                                                     |          |
| Mexiko      | Itzimté              | Campeche                    |                                | Spätklassische Puuc-Siedlung |          |
| Guatemala   | Iximché              | Chimaltenango               |                                | Alte Hauptstadt der Cakchiquel-Maya, von Pedro de Alvarado 1524 erobert.                                                                                         |          |
| Guatemala   | Ixkun                | El Petén                    | ca. 100 bis 800 n. Chr.        | Stätte mit zahlreichen Stelen |          |
| Mexiko      | Izamal               | Yucatán                     |                                | Riesige Pyramide und kleinere Ruinenzonen in einer modernen Kleinstadt                                                                                           |          |
| Mexiko      | Jaina                | Campeche                    | vor 500 n. Chr.                | Bedeutender Fundort von Terrakotta-Plastiken der Klassik |          |
| Mexiko      | Kabah                | Yucatan                     | 300 v. Chr.                    | Pyramiden, Paläste, Triumphbögen und Palast der Masken |          |
| Guatemala   | Kaminaljuyú          | Guatemala-Stadt             | 1500 v. Chr.                   | Über 100 Plattformen und Gräber am Rande der Hauptstadt Guatemala-Stadt                                                                                          |          |
| Mexiko      | Kiuic                | Yucatan                     |                                | Bauten im Puuc-Stil mit prächtigem Dekor |          |
| Mexiko      | Kohunlich            | Quintana Roo                | 200 v. Chr.                    | Gebäude im Rio-Bec-Stil – z. B. der Palast der Masken |          |
| Guatemala   | La Corona            | El Petén                    | noch nicht datiert             | 90 × 50 cm große Kalkstein-Platte mit 140 Schriftzeichen |          |
| Mexiko      | Labná                | Yucatan                     | 700 n. Chr.                    | Palast, Torbogen und El Mirador im Puuc-Stil |          |
| Mexiko      | Lagartero            | Chiapas                     | 800 n. Chr.                    | Pyramiden und Ballspielplatz auf Insel |          |
| Mexiko      | Lagunita             | Campeche                    | 300 v. Chr. – 250 n. Chr.      | 1970 von Eric Von Euw entdeckt und beschrieben, 2013 wiederentdeckt                                                                                              |          |
| Belize      | Lamanai              | Orange Walk District        | 1500 v. Chr.                   | Großer Haupttempel und hunderte Nebengebäude; gehört zu den am längsten kontinuierlich besiedelten Mayastädten                                                   |          |
| Belize      | Lubaantun            | Toledo District             | 700 n. Chr.                    | Gebäude aus Kalksteinblöcken ohne Mörtel |          |
| Guatemala   | Machaquilá           | El Petén                    | 800 n. Chr.                    | mehrere Stelen mit Priesterkönigen und Schriftzeichen (zumeist im Nationalmuseum für Archäologie und Ethnologie in Guatemala-Stadt)                              |          |
| Mexiko      | Macobá               | Campeche                    | 600 n. Chr.                    | Abgelegener Ort zwischen Chenès- und Puuc-Stil |          |
| Mexiko      | Malpasito            | Tabasco                     |                                | Große Treppenanlagen und Ballspielplatz im Gebirge |          |
| Mexiko      | Mayapán              | Yucatan                     | 1000 n. Chr.                   | 400 Gebäude (davon 114 Tempel) wurden bislang identifiziert |          |
| Guatemala   | Mixco Viejo          | Chimaltenango               |                                | Große Stadt mit Befestigung und Pyramiden |          |
| Mexiko      | Moral Reforma        | Tabasco                     |                                | regionales Kultzentrum mit Doppelpyramide |          |
| Mexiko      | Mul Chic             | Yucatán                     |                                | Wandmalereien des Frühen Puuc-Stils |          |
| Mexiko      | Muyil                | Quintana Roo                | 900–1500                       | Kleine Stätte mit mehreren Gebäudegruppen |          |
| Guatemala   | Naachtun             | El Petén                    | ca. 300 v. Chr.                | Regionales Zentrum |          |
| Guatemala   | Naj Tunich           | El Petén                    |                                | Höhle mit Wandzeichnungen |          |
| Guatemala   | Nakbé                | El Petén                    | 1400 v. Chr.                   | Zwei große Gebäudekomplexe im Zentrum mit Tempelpyramiden zwischen 40 und 72 Meter                                                                               |          |
| Guatemala   | Nakum                | El Petén                    |                                | Akropolis |          |
| Guatemala   | Naranjo              | El Petén                    | ca. 5. Jh.                     | Zentrum der Hochklassik mit ca. 900 Gebäuden |          |
| Guatemala   | Nebaj                | Quiché                      |                                | Funde aus der Zeit der Spätklassik und Postklassik |          |
| Belize      | Nim Li Punit         | Toledo District             | 500 n. Chr.                    | Stufenpyramiden (die höchste davon 12 m) umgeben von drei Plazas                                                                                                 |          |
| Guatemala   | Nito                 | Izabal                      | ca. 10. Jh.                    | Handelszentrum |          |
| Mexiko      | Nocuchich            | Campeche                    |                                | Einzigartiger Turm |          |
| Mexiko      | Nohpat               | Yucatán                     |                                | Großer, stark zerstörter Fundort |          |
| Mexiko      | Oxkintoc             | Yucatan                     |                                | Stadt im frühen Puuc-Stil, dreistöckiges Gebäude mit inneren Gängen                                                                                              |          |
| Mexiko      | Palenque             | Chiapas                     | 500 n. Chr.                    | Großer Palast, mehrere Tempel, Aquädukt und prächtige Grabsteine                                                                                                 |          |
| Mexiko      | Pechal               | Campeche                    |                                | Bauten im Río Bec-Stil |          |
| Mexiko      | Plan de Ayutla       | Tabasco                     |                                | Kleinere Anlage im Stil von Palenque |          |
| Mexiko      | Pomoná               | Tabasco                     |                                | Bauten auf pyramidenartigen Sockeln um großen Platz |          |
| Guatemala   | Quiriguá             | Izabal                      | 200 n. Chr.                    | Viele Skulpturen und Stelen – die größte davon 10 m hoch und 65 t schwer                                                                                         |          |
| Guatemala   | Q'umarkaj            | El Quiché                   |                                | Hauptstadt der Quiché-Maya, wenig restauriert |          |
| Guatemala   | Río Azul             | El Petén                    | ca. 600 v. Chr.                | bedeutendes Nah- und Fernhandelszentrum mit über 5000 Gebäuden                                                                                                   |          |
| Mexiko      | Río Bec              | Campeche                    | 600 n. Chr.                    | Namensgebend für den Rio-Bec-Stil, der durch Scheintürme und Scheintreppen charakterisiert ist                                                                   |          |
| Mexiko      | Sabana Piletas       | Campeche                    |                                | Lange Hieroglypheninschrift auf einer Treppe |          |
| El Salvador | San Andrés           | La Libertad                 | 900 v. Chr.                    | Wurde nach einem Vulkanausbruch aufgegeben und erst rund 600 Jahre später wieder besiedelt                                                                       |          |
| Guatemala   | San Bartolo          | El Petén                    | ca. 100 v. Chr.                | Früheste bekannte Wandmalereien und Schriftzeichen der Maya |          |
| Mexiko      | San Claudio          | Tabasco                     | ca. 600 bis 900                | Stätte ohne Maya-Stelen und -Datierungen |          |
| Mexiko      | San Gervasio         | Quintana Roo                | 4. Jh.                         | Bedeutendes religiöses Zentrum der Postklassik |          |
| Mexiko      | Santa Elena          | Tabasco                     |                                | |          |
| Belize      | Santa Rita           | Corozal District            | 2000 v. Chr.                   | bedeutender Handelsplatz |          |
| Mexiko      | Santa Rosa Xtampak   | Campeche                    |                                | Dreistöckiger Palast mit Innentreppen, Schlangenmaulfassaden |          |
| Mexiko      | Sayil                | Yucatan                     | 600 n. Chr.                    | 85 m langer und 3 Stockwerke hoher Palast umgeben von Tempel und Stelen                                                                                          |          |
| Guatemala   | Seibal               | El Petén                    | 900 v. Chr.                    | Ahnentempel, Rundtempel, viele Stelen aus der postklassischen Zeit (800–900 n. Chr.)                                                                             |          |
| Mexiko      | Tabasqueño           | Campeche                    |                                | Tempel mit Schlangenmauleingang im Chenes-Stil |          |
| Guatemala   | Takalik Abaj         | Retalhuleu                  | 800 v. Chr.                    | 80 Gebäude mit mehreren Plazas und knapp 300 Steinmonumente wie Stelen und Altäre                                                                                |          |
| Guatemala   | Tamarindito          | El Petén                    | 300 v. Chr.                    | |          |
| Mexiko      | Tamchen              | Campeche                    |                                | [ 3 ] |          |
| Mexiko      | Tancah               | Quintana Roo                | 770 n. Chr.                    | Viele Wandmalereien im Stil des Codex Tro-Cortesianus |          |
| El Salvador | Tazumal              | Santa Ana                   | 250 n. Chr.                    | Große Ruinenstätte mit mehreren Tempelpyramiden |          |
| Mexiko      | Tenam Puente         | Chiapas                     | 400 n. Chr.                    | |          |
| Guatemala   | Tikal                | El Petén                    | 700 v. Chr.                    | 3000 Strukturen wie Tempel, Paläste, Ballspielplätze, Plattformen, Terrassen, Plätze, Aquädukte, Zisternen und Stelen                                            |          |
| Mexiko      | Tohcok               | Campeche                    |                                | Kleiner Fundort im Puuc-Chenès Mischstil |          |
| Mexiko      | Toniná               | Chiapas                     | 400 n. Chr.                    | Zahlreiche beschriftete Stelen, Altäre und Stuckfriese |          |
| Guatemala   | Topoxté              | El Petén                    |                                | Kleiner Fundort mit Pyramiden |          |
| Mexiko      | Tortuguero           | Tabasco                     |                                | Heute weitestgehend zerstört. Inschriftenmonument 6 erlangte Berühmtheit im Zusammenhang mit Spekulationen um einen möglichen Weltuntergang am 21. Dezember 2012 |          |
| Mexiko      | Tulúm                | Quintana Roo                | 600 n. Chr.                    | Befindet sich auf einer Kalksteinklippe 12 Meter über dem Karibischen Meer                                                                                       |          |
| Guatemala   | Uaxactún             | El Petén                    | 1000 v. Chr.                   | Pyramide der Masken und Ballspielplatz |          |
| Mexiko      | Uxmal                | Yucatan                     | 700 n. Chr.                    | Bauten im Puuc-Stil mit Gebäuden auf künstlich errichteten Esplanaden                                                                                            |          |
| Mexiko      | Valeriana            | Campeche, nahe Quintana Roo | 800 n. Chr.                    | Bauten auf 16 km², 2013 Lidar, 2024 gefunden |          |
| Mexiko      | Witzinah             | Yucatan                     |                                | Eigenartiger Maskenstil |          |
| Mexiko      | Xbalché              | Campeche                    |                                | Verstreute Gruppen von Gebäuden, meist in frühem Puuc-Stil |          |
| Mexiko      | Xburrotunich         | Yucatan                     |                                | Kleiner Fundort mit Schlangenmauleingang |          |
| Mexiko      | Xcalumkin            | Campeche                    |                                | Zahlreiche Hieroglypheninschriften und Flachreliefs |          |
| Mexiko      | Xcambó               | Yucatán                     | 700 n. Chr.                    | Tempelpyramiden und kolonialzeitliche Kapelle |          |
| Mexiko      | Xcaret               | Quintana Roo                |                                | Kleiner Fundort, Hafenort mit meerseitiger Schutzmauer |          |
| Mexiko      | Xel Há               | Quintana Roo                |                                | Hafen bzw. Fischerort an der Karibikküste |          |
| Mexiko      | Xhaxché              | Yucatan                     |                                | Kleiner Fundort mit gut erhaltener Chaacmaske |          |
| Mexiko      | Xkichmook            | Yucatan                     |                                | Abgelegener Fundort im Übergangsgebiet zwischen Puuc und Chenes-Stil                                                                                             |          |
| Mexiko      | Xkipché              | Yucatan                     | 700 n. Chr.                    | Palast und mittelgroße Stadt im Puuc-Stil |          |
| Mexiko      | Xlapak               | Yucatan                     |                                | Kleiner Fundort mit reich dekorierten Fassaden |          |
| Mexiko      | Xpuhil               | Campeche                    |                                | Gebäude im Rio-Bec-Stil mit drei Scheintürmen |          |
| Belize      | Xunantunich          | Cayo District               | 1100 v.u.Z..                   | 25 Tempel und Palastbauten |          |
| Mexiko      | Yaxchilán            | Chiapas                     | 400 n. Chr.                    | Große Anzahl von Steinskulpturen, Stelen und Türstürzen |          |
| Guatemala   | Yaxha                | El Petén                    |                                | Königspalast, Nordakropolis und Ballspielplätze |          |
| Mexiko      | Yaxuná               | Yucatan                     |                                | Stadt am Beginn des Sacbé nach Cobá |          |
| Guatemala   | Zaculeu              | Huehuetenango               | 300 n. Chr.                    | Postklassische Hauptstadt der Mam-Maya |          |